# ویکتور سوخوروکوف
ویکتور سوخوروکوف (روسی: Виктор Иванович Сухоруков؛ زادهٔ ۱۰ نوامبر ۱۹۵۱) هنرپیشه اهل اتحاد جماهیر سوسیالیستی شوروی است.
از فیلم‌هایی که وی در آن نقش داشته‌است، می‌توان به جزیره، برادر و قصر اشاره کرد.
وی همچنین برنده جوایزی همچون هنرمند مردمی روسیه شده است.